# Anaplectoides phaeotaenia
Anaplectoides phaeotaenia är en fjärilsart som beskrevs av Charles Boursin 1955. Anaplectoides phaeotaenia ingår i släktet Anaplectoides och familjen nattflyn. Inga underarter finns listade i Catalogue of Life.